# Gessamí
|  | Per a altres significats, vegeu «gessamí (desambiguació)». |

Jasminum officinale, conegut sota el nom comú de gessamí blanc, gesmiler o simplement gessamí, o innumerables variacions lingüístiques, és una espècie de planta amb flor de la família de l'olivera (Oleaceae), és una planta nativa del Caucas, nord de l'Iran, Afganistan, el Pakistan, l'Himalaia i oest de la Xina. Es fa servir com planta ornamental especialment per la fragància de les seves flors.

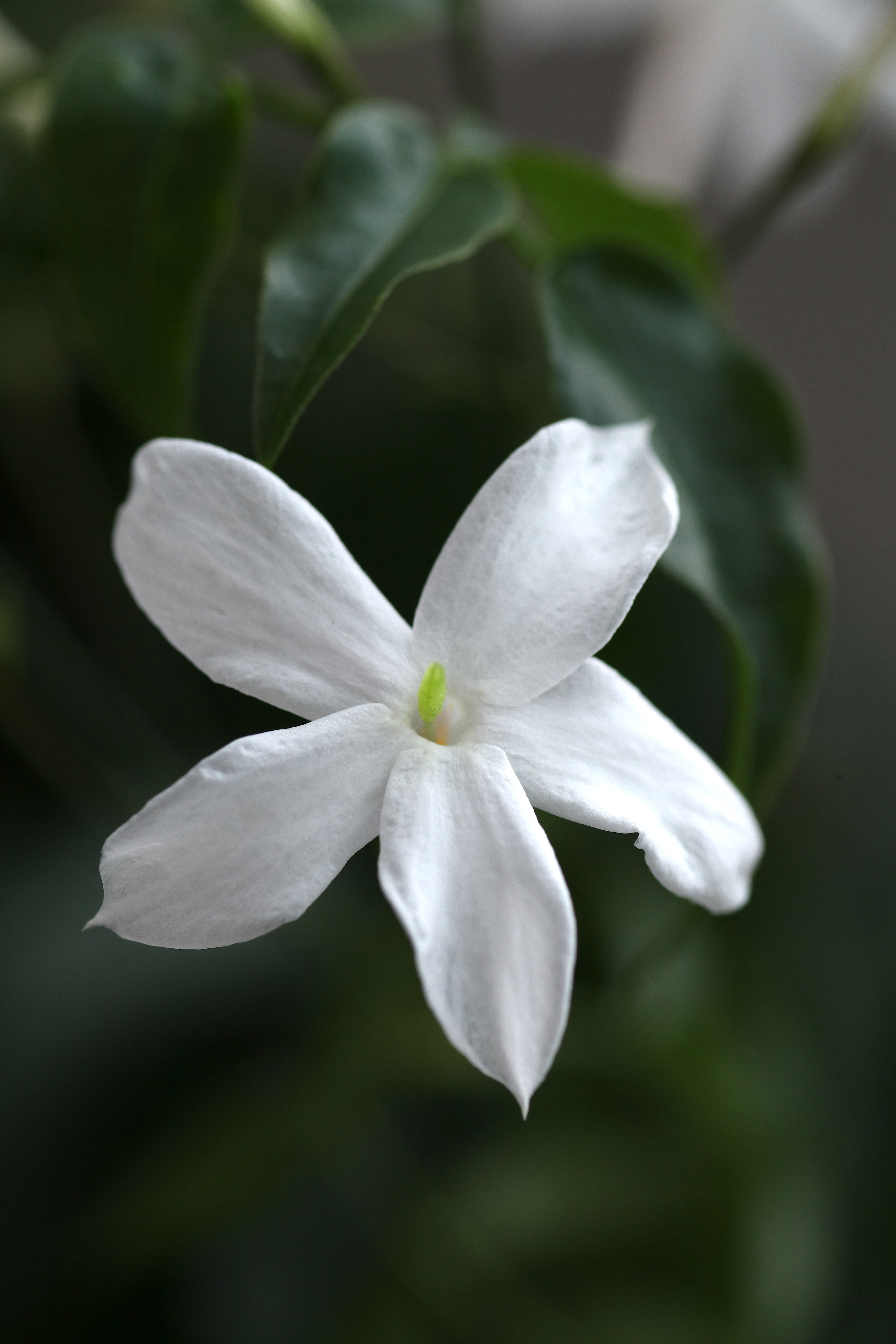
Flor Jasminum officinale

Arranjament floral de llessamins embolcallant l'escut del Pakistan

És una liana vigorosa i caducifòlia amb les fulles pinnades i flors blanques d'estiu. S'han desenvolupat nombrosos cultivars per a jardineria sovint amb fulles variegades.

## Morfologia floral
Les flors són portades per cims umbel·liformes, terminals o axil·lars. Les bràctees verdes són lineals, molt fines i de 2 a 10 mm de llarg. Cada flor blanca, portada per un pedicel llarg (1,6-20 mm), té un calze en forma de copa (1-3 mm) que porta 5 lòbuls subulats-lineals de 5-10 mm. La corol·la blanca (de vegades morada al revers) està formada per un tub llarg (2 cm × 2 mm) que s'obre en 5 lòbuls ovals estesos.

## Ús medicinal
Jasminum officinale es fa servir també com oli essencial en aromateràpia i en dermatologia com antisèptic o antiinflamatori.
SeguretatL'oli essencial causa irritació en algunes persones i pot provocar al·lèrgies pel seu contingut en acetat de benzil.